# Галлахер, Шейн
Шейн Галлахер (англ. Shane Gallagher) (30 декабря 1973, Джакарта, Индонезия) — американский музыкант индонезийского происхождения, гитарист рок-группы +44 и готик-рок группы «Mercy Killers», бывший участник «The Nervous Return».

## Ранняя жизнь
Шейн родился 30 декабря 1973 в Джакарте, Индонезия. Мать — Чон Сук Галлахер, кореянка, родилась и выросла в Сеуле, Южная Корея; отец — Майкл Галлахер, американец по происхождению. Шейн был вторым ребёнком в семье (старшая сестра — Хизер). С четырёх лет играл на гитаре. В 2003 переехал в США, чтобы начать там свою музыкальную карьеру.

## Карьера
В 2006 год Галлахер присоединился к Марку Хоппусу и Трэвису Баркеру (оба — участники Blink-182), став новым участником группы «+44». Помимо этого, в 2007 он официально стал членом «Mercy Killers», и отправился на гастроли вместе с ними.
Вскоре Шейн вернулся обратно в Индонезию, там он познакомился с Ни Мэннсфилд, на которой вскоре женился. Тогда же у Шейна родился сын, Уильям Джозеф Галлахер. В начале 2011 музыкант вместе с семьёй переехал в Лас-Вегас.
В настоящее время гитарист участвует в акустическом проекте «A death to stars».